# 樽床伸二
樽床 伸二（たるとこ しんじ、1959年〈昭和34年〉8月6日 - ）は、日本の政治家。元衆議院議員（6期）。
衆議院環境委員長、衆議院国家基本政策委員長、民主党国会対策委員長（第14代）、民主党幹事長代行（初代）、総務大臣（第16代）、内閣府特命担当大臣（沖縄及び北方対策、地域主権推進）、希望の党代表代行（初代）を歴任した。

## 来歴

### 生い立ち
島根県飯石郡三刀屋町（現：雲南市）生まれ。
小学生時代は少年野球、当時野球部のなかった中学校時代にはサッカー部に所属し、キャプテンも務めた。サッカーでの推薦入学を高校数校から受けるが、甲子園出場を夢見て、高校野球の名門校である大阪府の明星高等学校に進学する。明星高校では野球部に入部したが、腰、肩の故障により退部。
大阪大学経済学部入学後、硬式野球部に入部し野球を再開するが、今度は肘の故障により退部。その療養中、松下政経塾の創設を新聞で知り、大学卒業後に入塾した。同塾の第3期生であり、同期には笹木竜三（元衆議院議員）、松沢成文（参議院議員・元神奈川県知事）らがいる。

### 政界入り
1990年、第39回衆議院議員総選挙に無所属で旧大阪7区（定数3）から出馬するが、落選。その後、自由民主党の衆議院議員衛藤征士郎の秘書を務める。周囲からは「世襲政治家でもなければ裕福でもないのだから政治家になるのは無理だ」と説得を受けるが諦めず、その後も地道な選挙運動を続け、1992年5月、松下政経塾の評議員であった元熊本県知事の細川護煕が結党した日本新党に参加。1993年の第40回衆議院議員総選挙では日本新党公認で旧大阪7区から出馬し、初当選した。
1994年、日本新党の解党により新進党に合流。1996年の第41回衆議院議員総選挙には、小選挙区比例代表並立制の導入により新設された大阪12区から新進党公認で出馬し、自民党元職の北川石松を破り、再選。1997年12月、新進党解党に先駆けて離党した細川に従って自身も新進党を離党し、細川を党首にフロム・ファイブを結党する。
1998年には民政党（太陽党、国民の声、フロム・ファイブの3党が合流して結党）を経て民主党に合流。民主党では若手議員のグループ「ダッシュの会」の初代代表世話人を務めた。1999年10月26日、民主党行政改革部会長（ネクスト副大臣相当）に就任。2000年の第42回衆議院議員総選挙、2003年の第43回衆議院議員総選挙では、北川石松の二男である北川知克を大阪12区で破り、再選（第43回衆議院議員総選挙では、北川も比例復活）。2005年の第44回衆議院議員総選挙では大阪12区で北川に敗れ、比例復活もならず落選した。
落選中、民主党ベテランの最高顧問渡部恒三が選んだ次世代のリーダー候補「七奉行の会」に、元職から唯一抜擢される（他の6人は岡田克也、前原誠司、枝野幸男、野田佳彦、玄葉光一郎、仙谷由人）。

### 民主党政権・総務大臣
2009年の第45回衆議院議員総選挙では大阪12区で連合大阪の支援を受け、自民党の北川に比例復活すら許さず約4万票差をつけて破り、国政に復帰した。総選挙後、衆議院環境委員長に就任。国政復帰後は民主党幹事長の小沢一郎に接近し、「反小沢」の色彩が強い「七奉行の会」からは距離を置いていた。
2010年6月、鳩山由紀夫の首相辞任に伴う民主党代表選挙に「世代交代」「党内の結束」を訴え出馬した。代表選では一新会の三井辨雄が選挙対策本部長に就任し、推薦人には樋高剛ら小沢の側近が名を連ね、実質的に小沢グループの支援を受けたが、財務大臣であった菅直人に敗れた（菅：291票、樽床：129票）。なお代表選出馬にあたり、「七奉行の会」からの「卒業」を明らかにした。
菅代表の下で民主党国会対策委員長に起用される。同年9月の民主党代表選挙では、執行部の一員ながら小沢一郎に代表選への出馬を促し、小沢への接近を一層強める。小沢は代表選に出馬したが、菅に敗れた。党役員人事により国対委員長を離任し、衆議院国家基本政策委員長に就任した。同年10月、30人の国会議員が参加した青山会（樽床グループ）を発足させる。
2011年の地方統一選挙で大阪府議会、大阪市会、堺市議会における民主党の議席がほぼ半減する敗北を喫したため、民主党大阪府連代表を引責辞任した。同年の民主党代表選挙に一時立候補を検討したが、最終的には出馬を見送った。2011年8月31日、民主党代表に選出された野田佳彦は参議院議員の輿石東を幹事長に起用し、樽床は輿石を補佐するために新設された役職である幹事長代行に起用された。
2012年9月28日、党役員人事により民主党幹事長代行を退任し（後任は安住淳）、同年10月1日に発足した野田第3次改造内閣で総務大臣と内閣府特命担当大臣（沖縄及び北方対策・地域主権推進）に任命され、初入閣した。また、「地域の活性化を総合的に推進するため企画立案及び行政各部の所管する事務の調整」を担当する国務大臣も兼務した。
同年12月の第46回衆議院議員総選挙では、大阪12区で自民党の北川に約3万票差で敗れ、得票数も北川・みんなの党の石井竜馬に次ぐ3位で、比例復活もならず落選した。2014年12月の第47回衆議院議員総選挙でも大阪12区から出馬したが、再び北川に敗れ、比例復活もならず落選した。

### 落選後
2013年1月、樽床総合研究所の所長に就任。2015年4月の大阪府議会議員選挙では、寝屋川市選挙区で公明党候補の支援を行った。2015年6月には株式会社やまねメディカルの取締役に就任した。2016年6月に任期満了のため取締役を退任。
民主党の改称に伴い民進党大阪府連幹事長に横滑りするも、2016年4月25日に離党届を提出する。「民主党は政権運営に失敗し、国民の期待を裏切り、信頼を失った。無所属として再スタートしなければならない」「過去を清算し、再出発したい」として、4月30日、民進党常任幹事会で了承され離党した。

### 国政復帰・再度落選
2017年の第48回衆議院議員総選挙に当初は大阪12区から無所属での出馬を目指していたものの、希望の党の公認を得て比例近畿ブロックの単独1位候補として出馬した。
同年10月9日に希望の党代表補佐兼選挙対策事務局長に就任し、10月21日には党代表の小池百合子から「長年の盟友」であることを理由に党代表代行に指名される。代表代行の任期は小池のフランス出張が終わる10月25日までとされ、10月22日の投開票日には開票センターで各放送局のインタビューに応じた。自身は比例近畿ブロックの単独1位候補として3期ぶりに国政復帰を果たし、10月25日の希望の党の両院議員懇談会で暫定人事案のまとめ役に就くことが決まった。一方で同懇談会では、比例名簿の優遇が不公平であるとして泉健太が樽床に対し議員辞職を求めた。10月27日に代表代行の続投が決まるも、新代表に玉木雄一郎が選出されると代表代行職から外れた。
2018年5月、希望の党が解党して国民民主党に合流したが、樽床は参加せず無所属となった。
2019年1月6日、北川の死去に伴う大阪12区補選への立候補を表明し、同28日付で議員辞職した。それに伴い、2月5日に旧希望の党の比例名簿で次点だった馬淵澄夫が繰り上げ当選した。4月21日に迎えた投開票では得票数3位と惨敗を喫し、これにより自身5度目の落選となった。

## 政策・主張

### 外交
- 国会議員の役割の第一は外交であるべきだと考えており、議員外交の推進を訴えている。日本の議員外交が停滞している理由として、戦後の構造が「対米追従＝外交不要」「国内経済第一＝予算の拡大と分配」となっているため、政治家は外交よりも地元予算の獲得に奔走し、外交が官僚任せになっているという見解を示している[25]。
- 「アメリカの防衛力に全面的に依存し、追従することが国益になる」という日本の戦後の基本的な外交姿勢は既に時代遅れであると主張しており[26]、「対米追従外交」を転換するため、「東アジア自由貿易圏」の確立など、主体性を発揮した外交政策を実現すべきであると主張している[27]。
- 日本の核武装について「今後の国際情勢によっては検討すべきだ」としている[28]。

### 政権運営
- 2010年5月1日、普天間基地移設問題や原子力安全委員長班目春樹の国会同意人事について、社会民主党の反対で政策決定が遅れるケースを指摘し、「政府方針と違うかもしれないが、あえて言えば連立を解消したらいい」と述べ、社民党との連立の解消も選択肢との考えを示した。
- 2012年12月18日、民主党の政権運営について「優・良・可・不可でいえば『良の下』ぐらいで合格点だ。こういう状況の中でよく乗り越えてきた」と評価した[29]。

### 外国人参政権付与
- 2011年11月18日、民主党元代表の鳩山由紀夫が民団の創団65周年記念式典で「永住外国人、特に韓国（籍）の皆さま方が『地方参政権を早く認めるように』というのは当たり前の願いだ」「時間がかかっていて申し訳ないが、政治の立場から応えていかなければならない。民主党も最大の努力を約束する」と述べるとともに、幹事長代行である樽床を見ながら「（永住外国人への地方選挙権付与のための法案成立について）できる限り来年の通常国会でがんばりましょう」と挨拶した際には、鳩山の挨拶を受ける形で「鳩山氏の思いをしっかり支えながら、国政運営にあたっていく」と述べた[30][31]。
- 外国人参政権の是非について、2014年には「どちらとも言えない」と回答している[32]。

### 選択的夫婦別姓
- 選択的夫婦別姓制度導入の是非について、「どちらとも言えない」と回答している[32]。

## 人物
- 父は仕立て服職人。また祖母は広島県出身で被爆者であるため、樽床は被爆3世にあたる。幼少期に、幼い妹が樽床の目の前で交通事故により亡くなった。
- 樽床の祖父は全盲の障害者であったが、「障害者であっても自分の足で立って生きていくべきだ」という考え方を持っており、この祖父の教えが後に「機会の平等」の実現を訴える政治家としての道を決定づけることとなった。
- JPモルガン証券のチーフストラテジストである北野一は明星高等学校、大阪大学の同期生にあたり[33]、樽床が政界入りしてからも交友が続いている[33]。

## 政治資金
2010年12月、寄付金控除の適用を受けている自身の政治団体「関西政経文化研究会」が、「国会議員関係政治団体」としての届け出がなされておらず、2009年分の政治資金収支報告書も報告されていなかったことが産経新聞に報道された。

## 選挙歴
| 当落 | 選挙                     | 執行日         | 年齢 | 選挙区    | 政党     | 得票数     | 得票率 | 定数 | 得票順位 /候補者数 | 政党内比例順位 /政党当選者数 |
| ---- | ------------------------ | -------------- | ---- | --------- | -------- | ---------- | ------ | ---- | ------------------ | ---------------------------- |
| 落   | 第39回衆議院議員総選挙   | 1990年02月18日 | 30   | 旧大阪7区 | 無所属   | 3万5145票  | 6.17%  | 3    | 5/5                | /                            |
| 当   | 第40回衆議院議員総選挙   | 1993年07月18日 | 33   | 旧大阪7区 | 日本新党 | 10万4165票 | 18.33% | 3    | 3/7                | /                            |
| 当   | 第41回衆議院議員総選挙   | 1996年10月20日 | 37   | 大阪12区  | 新進党   | 8万1284票  | 45.53% | 1    | 1/4                | /                            |
| 当   | 第42回衆議院議員総選挙   | 2000年06月25日 | 40   | 大阪12区  | 民主党   | 7万2393票  | 38.72% | 1    | 1/4                | /                            |
| 当   | 第43回衆議院議員総選挙   | 2003年11月09日 | 44   | 大阪12区  | 民主党   | 8万2190票  | 44.55% | 1    | 1/3                | /                            |
| 落   | 第44回衆議院議員総選挙   | 2005年09月11日 | 46   | 大阪12区  | 民主党   | 8万7091票  | 39.66% | 1    | 2/3                | /                            |
| 当   | 第45回衆議院議員総選挙   | 2009年08月30日 | 50   | 大阪12区  | 民主党   | 11万9048票 | 53.18% | 1    | 1/4                | /                            |
| 落   | 第46回衆議院議員総選挙   | 2012年12月16日 | 53   | 大阪12区  | 民主党   | 4万9153票  | 25.48% | 1    | 3/4                | /                            |
| 落   | 第47回衆議院議員総選挙   | 2014年12月14日 | 55   | 大阪12区  | 民主党   | 4万3265票  | 25.16% | 1    | 2/4                | /                            |
| 当   | 第48回衆議院議員総選挙   | 2017年10月22日 | 58   | 比例近畿  | 希望の党 | ー票       | ー     | 28   | ー/ー              | 1/3                          |
| 落   | 第48回衆議院議員補欠選挙 | 2019年4月21日  | 59   | 大阪12区  | 無所属   | 3万5358票  | 22.56% | 1    | 3/4                | /                            |

## 家系
広島県・島根県の県境にはかつて「樽床」という集落が存在した。現在はそこに樽床ダムがある。珍しい「樽床」姓の由来について、事務所関係者は出身地の島根県に「造り酒屋が多い関係ではないか」と述べている。『日本姓氏語源辞典』によれば「樽床」姓は福岡県をはじめ、西日本によく見られる。